# Merdželat
Merdželat (en serbe cyrillique : Мерџелат) est un village de Serbie situé dans la municipalité de Svrljig, district de Nišava. Au recensement de 2011, il comptait 104 habitants.

## Démographie
| 1948 | 1953 | 1961 | 1971 | 1981 | 1991 | 2002 | 2011 |
| ---- | ---- | ---- | ---- | ---- | ---- | ---- | ---- |
| 528  | 517  | 481  | 349  | 257  | 218  | 147  | 104  |

|  |